# Spanheimi
Spanheimi [špánhajmi] ali Sponheimi [špônhajmi] so bili srednjeveška plemiška rodbina v Svetem rimskem cesarstvu. V letih od 1122 do 1269 so bili vojvode na Koroškem, do leta 1437 pa so bili grofje v frankovski grofiji Sponheim.

## Izvor rodbine
Izvorni sedež rodbine Spanheimov je grad Sponheim, ki se danes imenuje Burgsponheim. Ta grad leži v Nemčiji med rekama Renom in Mozelo. Starejši zgodovinarji so rod Spanheimov povezovali s salijskimi grofovskimi namestniki Emihonci, ki so imeli posesti v spodnjenemških deželah. Kasneje se je pojavila hipoteza, da izvirajo iz Bertoldovsko-Bezelinske rodbine, obstajajo pa tudi možnosti, da so Spanheimi povezani z Alberihi iz Böckelheim/Weinsheima in z Wallahonci, ki so imeli okrog leta 900 posesti v Nahegauvu. Prvi poznani predstavnik družine je bil grof Siegfried I., ki je leta 1035 prispel na Koroško kot podpornik Konrada Salijca in se s poroko povezal z izumirajočo lavantinsko rodovino, ki je izvirala iz aribonskih Hartvikov in pa Sighardingov, po Rikardini dediščini pa so Spanheimi pridobili veliko posest v Labotski dolini (ali Lavantinski dolini). Že v 11. stoletju je rodbina Spanheimov razpadla na dve glavni veji: ena od njiju je ostala zasidrana na Frankovskem in je tamkaj nekaj stoletij vladala grofiji Sponheim, druga, ki jo imenujemo tudi Spanheimsko-lavantinska, se je utrdila na Koroškem.

## Renski Spanheimi/Sponheimi
Prvi dokazljivi Spanheim v frankovski domovini je šele Štefan Spanheimski, ki je živel do leta 1075 ali morda do 1080 in katerega sorodstveno razmerje z Siegfriedom Spanheimom ni mogoče natančneje opredeliti. Renska veja se v zgodnejših virih še imenuje Spanheim, kasneje pa se je priimek spremenil v Sponheim. Genealogija renske veje je v času 12. in 13. stoletja še polna neznank. Ta veja se je zelo okrepila v času Gottfrieda III. Sponheimskega (1195-1218), ki je postal politično aktiven še za življenja družinskega prvaka Henrika Sponheimskega (1138-1197), in ki se je poročil z Adelajdo von Sayn, sestro grofa Henrika V. von Sayna, po katerem je Gottfried III. leta 1202 podedoval grofijo Sayn. Renska veja je po moški strani izumrla leta 1437.

## Koroški Spanheimi
Druga veja, ki izvira neposredno od Siegfrieda I., se je utrdila na Štajerskem in v Karantaniji/ na Koroškem, Za časa boja za investituro so bili Spanheimi pristaši papeške stranke in papeška zmaga v prvih letih 12. stoletja je njihovo veljavo močno povzdignila, hkrati so si pridobili tudi veliko zemljiško posest. Z družinsko dediščino po Siegfriedovi ženi so Spanheimi verjetno dobili tudi Laško in še nekatera druga področja v zasavskem in celjskem območju, morda pa tudi posestva v stari Kranjski, tudi z območjem Ljubljane, del posesti pa so verjetno dobili na račun propadlih sorodnikov krške grofice Heme. Čeprav so z izumrtjem stranske štajerske veje leta 1147 v korist Otokarjev/Traungaucev izgubili obsežna posestva na Štajerskem, so se po drugi strani uspeli povezati z izumirajočimi koroškimi vojvodami Eppensteinci, katere so leta 1122 uspeli naslediti na vojvodskem prestolu in tudi na delu njihovih posesti. Predvsem starejše zgodovinopisje si je povezavo med Eppensteinci in Spanheimi razložilo tako, da so ženo Engelberta I. Spanheimskega enostavno razglasili za Eppensteinko. Toda vez z Eppensteinci je bila vzpostavljena že preko dejstva, da je Henrik III. Eppensteinski, ki je umrl brez potomcev, postal krstni boter najmlajšega izmed sinov Engelberta I.- to je Henrika IV. Spanheimi so sicer dobili koroško vojvodstvo, ne pa tudi celotne eppensteinske posesti, za katero so se morali še nekaj časa boriti. O vzponu koroško-lavantinske veje v 11. in 12. stoletju pravzaprav vemo zelo malo, lahko pa rečemo, da je moral biti ta vzpon bliskovit.
Spanheimi so se skozi nekaj generacij izkazali kot zelo dobri politiki in organizatorji. S spretno rodbinsko, državno in cerkveno politiko so si v deželi znali utrditi svoj dinastični položaj in razširiti posest, zlasti v središču Koroške. Na prelomu iz 12. v 13. stoletje so spodbujali agrarno kolonizacijo, ustanavljali so številne trge in mesta. Koroški vojvoda Herman (1161-1181) je bil prvi Spanheim, ki je začel sistematično oblikovati svojo vojvodsko oblast v teritorialno gospostvo, pri tem pa se je opiral na trge in mesta (sam je ustanovil Celovec in morda tudi Šentvid), Ljubljani je posvečal posebno pozornost, saj je bila posest na Kranjskem razdrobljena, fevdalci pa med seboj sprti. Šentvid ob Glini je kmalu po koncu vladavine Ulrika I. postal prestolnica spanheimskih vojvod. Središči njihove posesti na Kranjskem sta bili Ljubljana in pa Kostanjevica na Dolenjskem, iz katere so z agrarno kolonizacijo okrog leta 1200 pričeli slovenizirati dotlej hrvaško področje globoko v Gorjance.
Vrhunec so koroško-lavantinski Spanheimi dosegli v času vladavine vojvode Bernarda in njegovega sina vojvode Ulrika III, ko so v škodo Goriških grofov in oglejskega patriarhata postopoma postali najvplivnejši politični dejavnik tudi na Kranjskem. Bernard Koroški (vladal med 1202–56), nedvomno najpomembnejši vojvoda iz rodu Spanheimov, si je dokaj uspešno prizadeval ustvariti enotno teritorialno gospostvo tako Koroškem kakor tudi na Kranjskem, zato so v njegovem času v Ljubljani in Kostanjevici že kovali novce za takratni živahni promet s Hrvaško in Ogrsko. Pri svoji politiki je imel Bernard nekaj sreče (zaradi smrti kana Ögedeja se je na primer srečno izognil pustošenju Monglov, ki so že razdejali sosednjo Hrvaško in Madžarsko)., včasih pa tudi nekaj težav (ni mu npr. uspelo prevzeti nadzora nad ključno koroško trgovsko potjo med Nemčijo in Italijo)
Sin Ulrik III. je bil dejaven že za Bernardovega življenja, vendar ga je kombinacija njegove radikalno militantne politike in neugodnega razvoja v salzburški nadškofiji, kjer je njegov brat Filip izgubil mesto nadškofa, že leta 1257 pripeljala do napornega hkratnega bojevanja na dveh frontah (proti Salzburgu in proti Oglejskemu patriarhatu), ko pa je njegov sorodnik, češki kralj Otokar II., leta 1260 zasedel Štajersko in se spoprijateljil z oglejskim patriarhom, je moral usodno oslabljeni Ulrik, ki mu je sedaj grozilo še odprtje tretje fronte proti Otokarju, že leta 1261 podpisati zanj neugodno premirje. Umirajoča žena Agneza Andeška, s katero si nista bila v najboljših odnosih, in s katero ni imel skupnega potomstva, je svoja posestva darovala sorodniku - ogrskemu kralju, zaradi česar je Ulrikov politični položaj hitro slabel, v njegove notranje zadeve pa se je vse bolj vmešaval češki kralj, ki ga je nazadnje prisilil, da mu je leta 1268 na škodo brata Filipa zapisal vso dediščino. Po Ulrikovi smrti se Filip kljub podpori domačega plemstva ni mogel obdržati, Otokar je že leta 1270 zasedel tako Kranjsko kot Koroško, Filipu pa je oblast leta 1275 vrnil šele vladar Rudof Habsburški. Kljub temu Filip dejanske oblasti skorajda ni imel Znjegovo smrtjo so koroški Spanheimi izumrli, izjemo predstavljajo bavarski Ortenburžani, stranska veja, ki se je odcepila sredi 12. stoletja, in ki je ne smemo mešati s koroškimi Ortenburžani.

### Kulturni in etnični razvoj pod koroško-lavantinskimi Spanheimi
Spanheimi so bili bogati obdarovalci cerkve, obenem pa so pogosto zasedali tudi visoka mesta v cerkvenem plemstvu. Že Engelbert I. je vodil cerkvi naklonjeno politiko in med drugim dal zgraditi pomemben koroški samostan Šentpavel. Vojvoda Bernard je npr. leta 1234 pri Kostanjevici ustanovil znameniti kostanjeviški cistercijanski samostan, sin Ulrik III. pa je leta 1260 dokončal kartuzijanski samostan v Bistri ob Ljubljanskem barju. Spanheimi so bili tudi vojaški podporniki cerkve; grof Bernard Mariborski, grof Engelbert III. Spanheimski in vojvoda Ulrik II. Spanheimski so npr. postali celo križarji Spanheimi so tudi zaradi praktičnih političnih in kolonizacijskih interesov pri utrjevanju svoje oblasti na Koroškem in Kranjskem spodbujali prihod verskih viteških redov; templjarjev v 12. stoletju in Nemškega viteškega reda v 13. stoletju. Z vzponom viteštva se je tudi pod Spanheimi vzpela viteška kultura. Ko je v času vojvode Bernarda v Venero našemljeni vitez Ulrik Lichtensteinski prispel na turnir na Koroško, so ga domači vitezi z vojvodo Bernardom na čelu sprejeli v staroslovenskem koroškem narečju Buge waz primi, gralwa Venus (Bog vas sprejmi, kraljica Venera!) Čeprav so se procesi germanizacije zaradi agrarne kolonizacije nadaljevali, je v času Spanheimov koroški vojvoda pred javnostjo veljal za slovanskega kneza, ki je razumel govorico Slovencev in pri obredu ustoličevanja prisegal v uradnem koroškem jeziku - to je v slovenskem jeziku. Tudi zaradi jezikovne razlike kasnejši vojvode obreda ustoličevanja niso več razumeli, a za vlade Spanheimov je bil slovenski jezik še v navadi ne le pri nižjem ljudstvu, temveč tudi pri plemstvu. Kljub procesom germanizacije je na jugu kolonizacija povzročila premikanje etnične meje na dotlej hrvaške Gorjance in na dotedanje hvaško področje, ki je danes znano z imenom Bela krajina.

### Genealogija koroško-lavantinskih Spanheimov
Za genealoško drevo koroško-lavantinskih Spanheimov glej spodaj:
|  |  |                                                                                         |                                                                                         |                                                                                         |                                                                                         |                                                                                         |                                                                                         |  |  | | | | | | |  |  | | | | | Siegfried I. († 1065) - grof v Pustriški dolini - mejni grof v Ogrski krajini ∞ 1. Rikarda                                                       | |  |  |                                                         |                                                         |                                                         |                                                         |                                                         |                                                         |  |  |                                                              |                                                              |                                                              |                                                              |                                                              |                                                              |  |  | | | | | | |  |  |  |  |  |  |  |  |  |  |  |  |  |  |  |  |  |  |  |  |  |  |  |  |  |  |  |  |  |  |  |  |  |  |  |  |
|  |  |                                                                                         |                                                                                         |                                                                                         |                                                                                         |                                                                                         |                                                                                         |  |  | | | | | | |  |  | | | | | | |  |  |                                                         |                                                         |                                                         |                                                         |                                                         |                                                         |  |  |                                                              |                                                              |                                                              |                                                              |                                                              |                                                              |  |  | | | | | | |  |  |  |  |  |  |  |  |  |  |  |  |  |  |  |  |  |  |  |  |  |  |  |  |  |  |  |  |  |  |  |  |  |  |  |  |
|  |  |                                                                                         |                                                                                         |                                                                                         |                                                                                         |                                                                                         |                                                                                         |  |  | | | | | | |  |  | | | | | | |  |  |                                                         |                                                         |                                                         |                                                         |                                                         |                                                         |  |  |                                                              |                                                              |                                                              |                                                              |                                                              |                                                              |  |  | | | | | | |  |  |  |  |  |  |  |  |  |  |  |  |  |  |  |  |  |  |  |  |  |  |  |  |  |  |  |  |  |  |  |  |  |  |  |  |
|  |  |                                                                                         |                                                                                         |                                                                                         |                                                                                         |                                                                                         |                                                                                         |  |  | Engelbert I. († 1096) - grof v Kraichgavu (od 1065) - grof v Pustriški dolini(do 1091) - mejni grof v Istri (1090–1096) - solnograški odvetnik (druga polovica 11. stoletja) | Engelbert I. († 1096) - grof v Kraichgavu (od 1065) - grof v Pustriški dolini(do 1091) - mejni grof v Istri (1090–1096) - solnograški odvetnik (druga polovica 11. stoletja) | Engelbert I. († 1096) - grof v Kraichgavu (od 1065) - grof v Pustriški dolini(do 1091) - mejni grof v Istri (1090–1096) - solnograški odvetnik (druga polovica 11. stoletja) | Engelbert I. († 1096) - grof v Kraichgavu (od 1065) - grof v Pustriški dolini(do 1091) - mejni grof v Istri (1090–1096) - solnograški odvetnik (druga polovica 11. stoletja) | Engelbert I. († 1096) - grof v Kraichgavu (od 1065) - grof v Pustriški dolini(do 1091) - mejni grof v Istri (1090–1096) - solnograški odvetnik (druga polovica 11. stoletja) | Engelbert I. († 1096) - grof v Kraichgavu (od 1065) - grof v Pustriški dolini(do 1091) - mejni grof v Istri (1090–1096) - solnograški odvetnik (druga polovica 11. stoletja) |  |  | Hedvika | Hedvika | Hedvika | Hedvika | Hedvika | Hedvika |  |  | Hermann I. († 1118) grof v Magdeburgu (1080–1118)       | Hermann I. († 1118) grof v Magdeburgu (1080–1118)       | Hermann I. († 1118) grof v Magdeburgu (1080–1118)       | Hermann I. († 1118) grof v Magdeburgu (1080–1118)       | Hermann I. († 1118) grof v Magdeburgu (1080–1118)       | Hermann I. († 1118) grof v Magdeburgu (1080–1118)       |  |  | Hartvik († 1102) nadškof v Magdeburgu (1079–1102)            | Hartvik († 1102) nadškof v Magdeburgu (1079–1102)            | Hartvik († 1102) nadškof v Magdeburgu (1079–1102)            | Hartvik († 1102) nadškof v Magdeburgu (1079–1102)            | Hartvik († 1102) nadškof v Magdeburgu (1079–1102)            | Hartvik († 1102) nadškof v Magdeburgu (1079–1102)            |  |  | | | | | | |  |  |  |  |  |  |  |  |  |  |  |  |  |  |  |  |  |  |  |  |  |  |  |  |  |  |  |  |  |  |  |  |  |  |  |  |
|  |  |                                                                                         |                                                                                         |                                                                                         |                                                                                         |                                                                                         |                                                                                         |  |  | Engelbert I. († 1096) - grof v Kraichgavu (od 1065) - grof v Pustriški dolini(do 1091) - mejni grof v Istri (1090–1096) - solnograški odvetnik (druga polovica 11. stoletja) | Engelbert I. († 1096) - grof v Kraichgavu (od 1065) - grof v Pustriški dolini(do 1091) - mejni grof v Istri (1090–1096) - solnograški odvetnik (druga polovica 11. stoletja) | Engelbert I. († 1096) - grof v Kraichgavu (od 1065) - grof v Pustriški dolini(do 1091) - mejni grof v Istri (1090–1096) - solnograški odvetnik (druga polovica 11. stoletja) | Engelbert I. († 1096) - grof v Kraichgavu (od 1065) - grof v Pustriški dolini(do 1091) - mejni grof v Istri (1090–1096) - solnograški odvetnik (druga polovica 11. stoletja) | Engelbert I. († 1096) - grof v Kraichgavu (od 1065) - grof v Pustriški dolini(do 1091) - mejni grof v Istri (1090–1096) - solnograški odvetnik (druga polovica 11. stoletja) | Engelbert I. († 1096) - grof v Kraichgavu (od 1065) - grof v Pustriški dolini(do 1091) - mejni grof v Istri (1090–1096) - solnograški odvetnik (druga polovica 11. stoletja) |  |  | Hedvika | Hedvika | Hedvika | Hedvika | Hedvika | Hedvika |  |  | Hermann I. († 1118) grof v Magdeburgu (1080–1118)       | Hermann I. († 1118) grof v Magdeburgu (1080–1118)       | Hermann I. († 1118) grof v Magdeburgu (1080–1118)       | Hermann I. († 1118) grof v Magdeburgu (1080–1118)       | Hermann I. († 1118) grof v Magdeburgu (1080–1118)       | Hermann I. († 1118) grof v Magdeburgu (1080–1118)       |  |  | Hartvik († 1102) nadškof v Magdeburgu (1079–1102)            | Hartvik († 1102) nadškof v Magdeburgu (1079–1102)            | Hartvik († 1102) nadškof v Magdeburgu (1079–1102)            | Hartvik († 1102) nadškof v Magdeburgu (1079–1102)            | Hartvik († 1102) nadškof v Magdeburgu (1079–1102)            | Hartvik († 1102) nadškof v Magdeburgu (1079–1102)            |  |  | | | | | | |  |  |  |  |  |  |  |  |  |  |  |  |  |  |  |  |  |  |  |  |  |  |  |  |  |  |  |  |  |  |  |  |  |  |  |  |
|  |  |                                                                                         |                                                                                         |                                                                                         |                                                                                         |                                                                                         |                                                                                         |  |  | | | | | | |  |  | | | | | | |  |  |                                                         |                                                         |                                                         |                                                         |                                                         |                                                         |  |  |                                                              |                                                              |                                                              |                                                              |                                                              |                                                              |  |  | | | | | | |  |  |  |  |  |  |  |  |  |  |  |  |  |  |  |  |  |  |  |  |  |  |  |  |  |  |  |  |  |  |  |  |  |  |  |  |
|  |  |                                                                                         |                                                                                         |                                                                                         |                                                                                         |                                                                                         |                                                                                         |  |  | | | | | | |  |  | | | | | | |  |  |                                                         |                                                         |                                                         |                                                         |                                                         |                                                         |  |  |                                                              |                                                              |                                                              |                                                              |                                                              |                                                              |  |  | | | | | | |  |  |  |  |  |  |  |  |  |  |  |  |  |  |  |  |  |  |  |  |  |  |  |  |  |  |  |  |  |  |  |  |  |  |  |  |
|  |  | Bernard Mariborski († 1147) mejni grof Ptujske krajine ∞ 1. Kunigunda iz rodu Otokarjev | Bernard Mariborski († 1147) mejni grof Ptujske krajine ∞ 1. Kunigunda iz rodu Otokarjev | Bernard Mariborski († 1147) mejni grof Ptujske krajine ∞ 1. Kunigunda iz rodu Otokarjev | Bernard Mariborski († 1147) mejni grof Ptujske krajine ∞ 1. Kunigunda iz rodu Otokarjev | Bernard Mariborski († 1147) mejni grof Ptujske krajine ∞ 1. Kunigunda iz rodu Otokarjev | Bernard Mariborski († 1147) mejni grof Ptujske krajine ∞ 1. Kunigunda iz rodu Otokarjev |  |  | Engelbert II.(† 1141) - mejni grof v Istri (1103–1134) - koroški vojvoda (1123–1135) ∞ 1. Uta iz Kraiburga                                                                   | Engelbert II.(† 1141) - mejni grof v Istri (1103–1134) - koroški vojvoda (1123–1135) ∞ 1. Uta iz Kraiburga                                                                   | Engelbert II.(† 1141) - mejni grof v Istri (1103–1134) - koroški vojvoda (1123–1135) ∞ 1. Uta iz Kraiburga                                                                   | Engelbert II.(† 1141) - mejni grof v Istri (1103–1134) - koroški vojvoda (1123–1135) ∞ 1. Uta iz Kraiburga                                                                   | Engelbert II.(† 1141) - mejni grof v Istri (1103–1134) - koroški vojvoda (1123–1135) ∞ 1. Uta iz Kraiburga                                                                   | Engelbert II.(† 1141) - mejni grof v Istri (1103–1134) - koroški vojvoda (1123–1135) ∞ 1. Uta iz Kraiburga                                                                   |  |  | Henrik IV.(† 1123) - koroški vojvoda (1122–1123)                                                                                                 | Henrik IV.(† 1123) - koroški vojvoda (1122–1123)                                                                                                 | Henrik IV.(† 1123) - koroški vojvoda (1122–1123)                                                                                                 | Henrik IV.(† 1123) - koroški vojvoda (1122–1123)                                                                                                 | Henrik IV.(† 1123) - koroški vojvoda (1122–1123)                                                                                                 | Henrik IV.(† 1123) - koroški vojvoda (1122–1123)                                                                                                 |  |  | Hartvik (I.)(† 1126) -nadškof v Regensburgu (1105–1126) | Hartvik (I.)(† 1126) -nadškof v Regensburgu (1105–1126) | Hartvik (I.)(† 1126) -nadškof v Regensburgu (1105–1126) | Hartvik (I.)(† 1126) -nadškof v Regensburgu (1105–1126) | Hartvik (I.)(† 1126) -nadškof v Regensburgu (1105–1126) | Hartvik (I.)(† 1126) -nadškof v Regensburgu (1105–1126) |  |  | Siegfried I. Lebenauški († 1132) grof v Lebenavu             | Siegfried I. Lebenauški († 1132) grof v Lebenavu             | Siegfried I. Lebenauški († 1132) grof v Lebenavu             | Siegfried I. Lebenauški († 1132) grof v Lebenavu             | Siegfried I. Lebenauški († 1132) grof v Lebenavu             | Siegfried I. Lebenauški († 1132) grof v Lebenavu             |  |  | Rikarda († 1112) ∞ 1. Berthold I. (grof v Schwarzenburgu) ∞ 2. Poppo Weimar-Orlamunde ∞ 3. Gebhard (grof v Dießnu) | Rikarda († 1112) ∞ 1. Berthold I. (grof v Schwarzenburgu) ∞ 2. Poppo Weimar-Orlamunde ∞ 3. Gebhard (grof v Dießnu) | Rikarda († 1112) ∞ 1. Berthold I. (grof v Schwarzenburgu) ∞ 2. Poppo Weimar-Orlamunde ∞ 3. Gebhard (grof v Dießnu) | Rikarda († 1112) ∞ 1. Berthold I. (grof v Schwarzenburgu) ∞ 2. Poppo Weimar-Orlamunde ∞ 3. Gebhard (grof v Dießnu) | Rikarda († 1112) ∞ 1. Berthold I. (grof v Schwarzenburgu) ∞ 2. Poppo Weimar-Orlamunde ∞ 3. Gebhard (grof v Dießnu) | Rikarda († 1112) ∞ 1. Berthold I. (grof v Schwarzenburgu) ∞ 2. Poppo Weimar-Orlamunde ∞ 3. Gebhard (grof v Dießnu) |  |  |  |  |  |  |  |  |  |  |  |  |  |  |  |  |  |  |  |  |  |  |  |  |  |  |  |  |  |  |  |  |  |  |  |  |
|  |  | Bernard Mariborski († 1147) mejni grof Ptujske krajine ∞ 1. Kunigunda iz rodu Otokarjev | Bernard Mariborski († 1147) mejni grof Ptujske krajine ∞ 1. Kunigunda iz rodu Otokarjev | Bernard Mariborski († 1147) mejni grof Ptujske krajine ∞ 1. Kunigunda iz rodu Otokarjev | Bernard Mariborski († 1147) mejni grof Ptujske krajine ∞ 1. Kunigunda iz rodu Otokarjev | Bernard Mariborski († 1147) mejni grof Ptujske krajine ∞ 1. Kunigunda iz rodu Otokarjev | Bernard Mariborski († 1147) mejni grof Ptujske krajine ∞ 1. Kunigunda iz rodu Otokarjev |  |  | Engelbert II.(† 1141) - mejni grof v Istri (1103–1134) - koroški vojvoda (1123–1135) ∞ 1. Uta iz Kraiburga                                                                   | Engelbert II.(† 1141) - mejni grof v Istri (1103–1134) - koroški vojvoda (1123–1135) ∞ 1. Uta iz Kraiburga                                                                   | Engelbert II.(† 1141) - mejni grof v Istri (1103–1134) - koroški vojvoda (1123–1135) ∞ 1. Uta iz Kraiburga                                                                   | Engelbert II.(† 1141) - mejni grof v Istri (1103–1134) - koroški vojvoda (1123–1135) ∞ 1. Uta iz Kraiburga                                                                   | Engelbert II.(† 1141) - mejni grof v Istri (1103–1134) - koroški vojvoda (1123–1135) ∞ 1. Uta iz Kraiburga                                                                   | Engelbert II.(† 1141) - mejni grof v Istri (1103–1134) - koroški vojvoda (1123–1135) ∞ 1. Uta iz Kraiburga                                                                   |  |  | Henrik IV.(† 1123) - koroški vojvoda (1122–1123)                                                                                                 | Henrik IV.(† 1123) - koroški vojvoda (1122–1123)                                                                                                 | Henrik IV.(† 1123) - koroški vojvoda (1122–1123)                                                                                                 | Henrik IV.(† 1123) - koroški vojvoda (1122–1123)                                                                                                 | Henrik IV.(† 1123) - koroški vojvoda (1122–1123)                                                                                                 | Henrik IV.(† 1123) - koroški vojvoda (1122–1123)                                                                                                 |  |  | Hartvik (I.)(† 1126) -nadškof v Regensburgu (1105–1126) | Hartvik (I.)(† 1126) -nadškof v Regensburgu (1105–1126) | Hartvik (I.)(† 1126) -nadškof v Regensburgu (1105–1126) | Hartvik (I.)(† 1126) -nadškof v Regensburgu (1105–1126) | Hartvik (I.)(† 1126) -nadškof v Regensburgu (1105–1126) | Hartvik (I.)(† 1126) -nadškof v Regensburgu (1105–1126) |  |  | Siegfried I. Lebenauški († 1132) grof v Lebenavu             | Siegfried I. Lebenauški († 1132) grof v Lebenavu             | Siegfried I. Lebenauški († 1132) grof v Lebenavu             | Siegfried I. Lebenauški († 1132) grof v Lebenavu             | Siegfried I. Lebenauški († 1132) grof v Lebenavu             | Siegfried I. Lebenauški († 1132) grof v Lebenavu             |  |  | Rikarda († 1112) ∞ 1. Berthold I. (grof v Schwarzenburgu) ∞ 2. Poppo Weimar-Orlamunde ∞ 3. Gebhard (grof v Dießnu) | Rikarda († 1112) ∞ 1. Berthold I. (grof v Schwarzenburgu) ∞ 2. Poppo Weimar-Orlamunde ∞ 3. Gebhard (grof v Dießnu) | Rikarda († 1112) ∞ 1. Berthold I. (grof v Schwarzenburgu) ∞ 2. Poppo Weimar-Orlamunde ∞ 3. Gebhard (grof v Dießnu) | Rikarda († 1112) ∞ 1. Berthold I. (grof v Schwarzenburgu) ∞ 2. Poppo Weimar-Orlamunde ∞ 3. Gebhard (grof v Dießnu) | Rikarda († 1112) ∞ 1. Berthold I. (grof v Schwarzenburgu) ∞ 2. Poppo Weimar-Orlamunde ∞ 3. Gebhard (grof v Dießnu) | Rikarda († 1112) ∞ 1. Berthold I. (grof v Schwarzenburgu) ∞ 2. Poppo Weimar-Orlamunde ∞ 3. Gebhard (grof v Dießnu) |  |  |  |  |  |  |  |  |  |  |  |  |  |  |  |  |  |  |  |  |  |  |  |  |  |  |  |  |  |  |  |  |  |  |  |  |
|  |  |                                                                                         |                                                                                         |                                                                                         |                                                                                         |                                                                                         |                                                                                         |  |  | | | | | | |  |  | | | | | | |  |  |                                                         |                                                         |                                                         |                                                         |                                                         |                                                         |  |  |                                                              |                                                              |                                                              |                                                              |                                                              |                                                              |  |  | | | | | | |  |  |  |  |  |  |  |  |  |  |  |  |  |  |  |  |  |  |  |  |  |  |  |  |  |  |  |  |  |  |  |  |  |  |  |  |
|  |  | Engelbert III.(† 1173) -mejni grof v Istri (1124–1173)                                  | Engelbert III.(† 1173) -mejni grof v Istri (1124–1173)                                  | Engelbert III.(† 1173) -mejni grof v Istri (1124–1173)                                  | Engelbert III.(† 1173) -mejni grof v Istri (1124–1173)                                  | Engelbert III.(† 1173) -mejni grof v Istri (1124–1173)                                  | Engelbert III.(† 1173) -mejni grof v Istri (1124–1173)                                  |  |  | Ulrik I.(† 1144) -koroški vojvoda (1135–1144) ∞ 1. Judita Badenska | Ulrik I.(† 1144) -koroški vojvoda (1135–1144) ∞ 1. Judita Badenska | Ulrik I.(† 1144) -koroški vojvoda (1135–1144) ∞ 1. Judita Badenska | Ulrik I.(† 1144) -koroški vojvoda (1135–1144) ∞ 1. Judita Badenska | Ulrik I.(† 1144) -koroški vojvoda (1135–1144) ∞ 1. Judita Badenska | Ulrik I.(† 1144) -koroški vojvoda (1135–1144) ∞ 1. Judita Badenska |  |  | Henrik († 1169) -škof v Troyesu (1145–1169) | Henrik († 1169) -škof v Troyesu (1145–1169) | Henrik († 1169) -škof v Troyesu (1145–1169) | Henrik († 1169) -škof v Troyesu (1145–1169) | Henrik († 1169) -škof v Troyesu (1145–1169) | Henrik († 1169) -škof v Troyesu (1145–1169) |  |  | Hartvik (II.)(† 1164) - škof v Regensburgu (1155–1164)  | Hartvik (II.)(† 1164) - škof v Regensburgu (1155–1164)  | Hartvik (II.)(† 1164) - škof v Regensburgu (1155–1164)  | Hartvik (II.)(† 1164) - škof v Regensburgu (1155–1164)  | Hartvik (II.)(† 1164) - škof v Regensburgu (1155–1164)  | Hartvik (II.)(† 1164) - škof v Regensburgu (1155–1164)  |  |  | Rapoto I. Ortenburški († 1190) - grof v bavarskem Ortenburgu | Rapoto I. Ortenburški († 1190) - grof v bavarskem Ortenburgu | Rapoto I. Ortenburški († 1190) - grof v bavarskem Ortenburgu | Rapoto I. Ortenburški († 1190) - grof v bavarskem Ortenburgu | Rapoto I. Ortenburški († 1190) - grof v bavarskem Ortenburgu | Rapoto I. Ortenburški († 1190) - grof v bavarskem Ortenburgu |  |  | Matilda († 1160/61)                                                                                                | Matilda († 1160/61)                                                                                                | Matilda († 1160/61)                                                                                                | Matilda († 1160/61)                                                                                                | Matilda († 1160/61)                                                                                                | Matilda († 1160/61)                                                                                                |  |  |  |  |  |  |  |  |  |  |  |  |  |  |  |  |  |  |  |  |  |  |  |  |  |  |  |  |  |  |  |  |  |  |  |  |
|  |  | Engelbert III.(† 1173) -mejni grof v Istri (1124–1173)                                  | Engelbert III.(† 1173) -mejni grof v Istri (1124–1173)                                  | Engelbert III.(† 1173) -mejni grof v Istri (1124–1173)                                  | Engelbert III.(† 1173) -mejni grof v Istri (1124–1173)                                  | Engelbert III.(† 1173) -mejni grof v Istri (1124–1173)                                  | Engelbert III.(† 1173) -mejni grof v Istri (1124–1173)                                  |  |  | Ulrik I.(† 1144) -koroški vojvoda (1135–1144) ∞ 1. Judita Badenska | Ulrik I.(† 1144) -koroški vojvoda (1135–1144) ∞ 1. Judita Badenska | Ulrik I.(† 1144) -koroški vojvoda (1135–1144) ∞ 1. Judita Badenska | Ulrik I.(† 1144) -koroški vojvoda (1135–1144) ∞ 1. Judita Badenska | Ulrik I.(† 1144) -koroški vojvoda (1135–1144) ∞ 1. Judita Badenska | Ulrik I.(† 1144) -koroški vojvoda (1135–1144) ∞ 1. Judita Badenska |  |  | Henrik († 1169) -škof v Troyesu (1145–1169) | Henrik († 1169) -škof v Troyesu (1145–1169) | Henrik († 1169) -škof v Troyesu (1145–1169) | Henrik († 1169) -škof v Troyesu (1145–1169) | Henrik († 1169) -škof v Troyesu (1145–1169) | Henrik († 1169) -škof v Troyesu (1145–1169) |  |  | Hartvik (II.)(† 1164) - škof v Regensburgu (1155–1164)  | Hartvik (II.)(† 1164) - škof v Regensburgu (1155–1164)  | Hartvik (II.)(† 1164) - škof v Regensburgu (1155–1164)  | Hartvik (II.)(† 1164) - škof v Regensburgu (1155–1164)  | Hartvik (II.)(† 1164) - škof v Regensburgu (1155–1164)  | Hartvik (II.)(† 1164) - škof v Regensburgu (1155–1164)  |  |  | Rapoto I. Ortenburški († 1190) - grof v bavarskem Ortenburgu | Rapoto I. Ortenburški († 1190) - grof v bavarskem Ortenburgu | Rapoto I. Ortenburški († 1190) - grof v bavarskem Ortenburgu | Rapoto I. Ortenburški († 1190) - grof v bavarskem Ortenburgu | Rapoto I. Ortenburški († 1190) - grof v bavarskem Ortenburgu | Rapoto I. Ortenburški († 1190) - grof v bavarskem Ortenburgu |  |  | Matilda († 1160/61)                                                                                                | Matilda († 1160/61)                                                                                                | Matilda († 1160/61)                                                                                                | Matilda († 1160/61)                                                                                                | Matilda († 1160/61)                                                                                                | Matilda († 1160/61)                                                                                                |  |  |  |  |  |  |  |  |  |  |  |  |  |  |  |  |  |  |  |  |  |  |  |  |  |  |  |  |  |  |  |  |  |  |  |  |
|  |  |                                                                                         |                                                                                         |                                                                                         |                                                                                         |                                                                                         |                                                                                         |  |  | | | | | | |  |  | | | | | | |  |  |                                                         |                                                         |                                                         |                                                         |                                                         |                                                         |  |  |                                                              |                                                              |                                                              |                                                              |                                                              |                                                              |  |  | | | | | | |  |  |  |  |  |  |  |  |  |  |  |  |  |  |  |  |  |  |  |  |  |  |  |  |  |  |  |  |  |  |  |  |  |  |  |  |
|  |  | Henrik V. († 1161) -koroški vojvoda (1144–1161)                                         | Henrik V. († 1161) -koroški vojvoda (1144–1161)                                         | Henrik V. († 1161) -koroški vojvoda (1144–1161)                                         | Henrik V. († 1161) -koroški vojvoda (1144–1161)                                         | Henrik V. († 1161) -koroški vojvoda (1144–1161)                                         | Henrik V. († 1161) -koroški vojvoda (1144–1161)                                         |  |  | Hermann (II.) († 1181) -koroški vojvoda (1161–1181) ∞ 1. Agneza Babenberška                                                                                                  | Hermann (II.) († 1181) -koroški vojvoda (1161–1181) ∞ 1. Agneza Babenberška                                                                                                  | Hermann (II.) († 1181) -koroški vojvoda (1161–1181) ∞ 1. Agneza Babenberška                                                                                                  | Hermann (II.) († 1181) -koroški vojvoda (1161–1181) ∞ 1. Agneza Babenberška                                                                                                  | Hermann (II.) († 1181) -koroški vojvoda (1161–1181) ∞ 1. Agneza Babenberška                                                                                                  | Hermann (II.) († 1181) -koroški vojvoda (1161–1181) ∞ 1. Agneza Babenberška                                                                                                  |  |  | Ulrik (†1161) -grof v Ljubljani | Ulrik (†1161) -grof v Ljubljani | Ulrik (†1161) -grof v Ljubljani | Ulrik (†1161) -grof v Ljubljani | Ulrik (†1161) -grof v Ljubljani | Ulrik (†1161) -grof v Ljubljani |  |  |                                                         |                                                         |                                                         |                                                         |                                                         |                                                         |  |  | BAVARSKI ORTENBURŽANI                                        | BAVARSKI ORTENBURŽANI                                        | BAVARSKI ORTENBURŽANI                                        | BAVARSKI ORTENBURŽANI                                        | BAVARSKI ORTENBURŽANI                                        | BAVARSKI ORTENBURŽANI                                        |  |  | | | | | | |  |  |  |  |  |  |  |  |  |  |  |  |  |  |  |  |  |  |  |  |  |  |  |  |  |  |  |  |  |  |  |  |  |  |  |  |
|  |  | Henrik V. († 1161) -koroški vojvoda (1144–1161)                                         | Henrik V. († 1161) -koroški vojvoda (1144–1161)                                         | Henrik V. († 1161) -koroški vojvoda (1144–1161)                                         | Henrik V. († 1161) -koroški vojvoda (1144–1161)                                         | Henrik V. († 1161) -koroški vojvoda (1144–1161)                                         | Henrik V. († 1161) -koroški vojvoda (1144–1161)                                         |  |  | Hermann (II.) († 1181) -koroški vojvoda (1161–1181) ∞ 1. Agneza Babenberška                                                                                                  | Hermann (II.) († 1181) -koroški vojvoda (1161–1181) ∞ 1. Agneza Babenberška                                                                                                  | Hermann (II.) († 1181) -koroški vojvoda (1161–1181) ∞ 1. Agneza Babenberška                                                                                                  | Hermann (II.) († 1181) -koroški vojvoda (1161–1181) ∞ 1. Agneza Babenberška                                                                                                  | Hermann (II.) († 1181) -koroški vojvoda (1161–1181) ∞ 1. Agneza Babenberška                                                                                                  | Hermann (II.) († 1181) -koroški vojvoda (1161–1181) ∞ 1. Agneza Babenberška                                                                                                  |  |  | Ulrik (†1161) -grof v Ljubljani | Ulrik (†1161) -grof v Ljubljani | Ulrik (†1161) -grof v Ljubljani | Ulrik (†1161) -grof v Ljubljani | Ulrik (†1161) -grof v Ljubljani | Ulrik (†1161) -grof v Ljubljani |  |  |                                                         |                                                         |                                                         |                                                         |                                                         |                                                         |  |  | BAVARSKI ORTENBURŽANI                                        | BAVARSKI ORTENBURŽANI                                        | BAVARSKI ORTENBURŽANI                                        | BAVARSKI ORTENBURŽANI                                        | BAVARSKI ORTENBURŽANI                                        | BAVARSKI ORTENBURŽANI                                        |  |  | | | | | | |  |  |  |  |  |  |  |  |  |  |  |  |  |  |  |  |  |  |  |  |  |  |  |  |  |  |  |  |  |  |  |  |  |  |  |  |
|  |  |                                                                                         |                                                                                         |                                                                                         |                                                                                         |                                                                                         |                                                                                         |  |  | | | | | | |  |  | | | | | | |  |  |                                                         |                                                         |                                                         |                                                         |                                                         |                                                         |  |  |                                                              |                                                              |                                                              |                                                              |                                                              |                                                              |  |  | | | | | | |  |  |  |  |  |  |  |  |  |  |  |  |  |  |  |  |  |  |  |  |  |  |  |  |  |  |  |  |  |  |  |  |  |  |  |  |
|  |  | Ulrik II. (* 1176, † 1202) -koroški vojvoda (1181–1202)                                 | Ulrik II. (* 1176, † 1202) -koroški vojvoda (1181–1202)                                 | Ulrik II. (* 1176, † 1202) -koroški vojvoda (1181–1202)                                 | Ulrik II. (* 1176, † 1202) -koroški vojvoda (1181–1202)                                 | Ulrik II. (* 1176, † 1202) -koroški vojvoda (1181–1202)                                 | Ulrik II. (* 1176, † 1202) -koroški vojvoda (1181–1202)                                 |  |  | | | | | | |  |  | Bernard (II.) (* 1180, † 1256) -koroški vojvoda (1202–1256)                                                                                      | Bernard (II.) (* 1180, † 1256) -koroški vojvoda (1202–1256)                                                                                      | Bernard (II.) (* 1180, † 1256) -koroški vojvoda (1202–1256)                                                                                      | Bernard (II.) (* 1180, † 1256) -koroški vojvoda (1202–1256)                                                                                      | Bernard (II.) (* 1180, † 1256) -koroški vojvoda (1202–1256)                                                                                      | Bernard (II.) (* 1180, † 1256) -koroški vojvoda (1202–1256)                                                                                      |  |  | Judita Přemysl                                          | Judita Přemysl                                          | Judita Přemysl                                          | Judita Přemysl                                          | Judita Přemysl                                          | Judita Přemysl                                          |  |  |                                                              |                                                              |                                                              |                                                              |                                                              |                                                              |  |  | | | | | | |  |  |  |  |  |  |  |  |  |  |  |  |  |  |  |  |  |  |  |  |  |  |  |  |  |  |  |  |  |  |  |  |  |  |  |  |
|  |  | Ulrik II. (* 1176, † 1202) -koroški vojvoda (1181–1202)                                 | Ulrik II. (* 1176, † 1202) -koroški vojvoda (1181–1202)                                 | Ulrik II. (* 1176, † 1202) -koroški vojvoda (1181–1202)                                 | Ulrik II. (* 1176, † 1202) -koroški vojvoda (1181–1202)                                 | Ulrik II. (* 1176, † 1202) -koroški vojvoda (1181–1202)                                 | Ulrik II. (* 1176, † 1202) -koroški vojvoda (1181–1202)                                 |  |  | | | | | | |  |  | Bernard (II.) (* 1180, † 1256) -koroški vojvoda (1202–1256)                                                                                      | Bernard (II.) (* 1180, † 1256) -koroški vojvoda (1202–1256)                                                                                      | Bernard (II.) (* 1180, † 1256) -koroški vojvoda (1202–1256)                                                                                      | Bernard (II.) (* 1180, † 1256) -koroški vojvoda (1202–1256)                                                                                      | Bernard (II.) (* 1180, † 1256) -koroški vojvoda (1202–1256)                                                                                      | Bernard (II.) (* 1180, † 1256) -koroški vojvoda (1202–1256)                                                                                      |  |  | Judita Přemysl                                          | Judita Přemysl                                          | Judita Přemysl                                          | Judita Přemysl                                          | Judita Přemysl                                          | Judita Přemysl                                          |  |  |                                                              |                                                              |                                                              |                                                              |                                                              |                                                              |  |  | | | | | | |  |  |  |  |  |  |  |  |  |  |  |  |  |  |  |  |  |  |  |  |  |  |  |  |  |  |  |  |  |  |  |  |  |  |  |  |
|  |  |                                                                                         |                                                                                         |                                                                                         |                                                                                         |                                                                                         |                                                                                         |  |  | | | | | | |  |  | | | | | | |  |  |                                                         |                                                         |                                                         |                                                         |                                                         |                                                         |  |  |                                                              |                                                              |                                                              |                                                              |                                                              |                                                              |  |  | | | | | | |  |  |  |  |  |  |  |  |  |  |  |  |  |  |  |  |  |  |  |  |  |  |  |  |  |  |  |  |  |  |  |  |  |  |  |  |
|  |  |                                                                                         |                                                                                         |                                                                                         |                                                                                         |                                                                                         |                                                                                         |  |  | | | | | | |  |  | | | | | | |  |  |                                                         |                                                         |                                                         |                                                         |                                                         |                                                         |  |  |                                                              |                                                              |                                                              |                                                              |                                                              |                                                              |  |  | | | | | | |  |  |  |  |  |  |  |  |  |  |  |  |  |  |  |  |  |  |  |  |  |  |  |  |  |  |  |  |  |  |  |  |  |  |  |  |
|  |  |                                                                                         |                                                                                         |                                                                                         |                                                                                         |                                                                                         |                                                                                         |  |  | Ulrik III. (*1220, † 1269) -koroški vojvoda (1256–1269) ∞ 1. 1248/51 Agneza Andeško-meranska († 1263) ∞ 2. Agneza iz Badna                                                   | Ulrik III. (*1220, † 1269) -koroški vojvoda (1256–1269) ∞ 1. 1248/51 Agneza Andeško-meranska († 1263) ∞ 2. Agneza iz Badna                                                   | Ulrik III. (*1220, † 1269) -koroški vojvoda (1256–1269) ∞ 1. 1248/51 Agneza Andeško-meranska († 1263) ∞ 2. Agneza iz Badna                                                   | Ulrik III. (*1220, † 1269) -koroški vojvoda (1256–1269) ∞ 1. 1248/51 Agneza Andeško-meranska († 1263) ∞ 2. Agneza iz Badna                                                   | Ulrik III. (*1220, † 1269) -koroški vojvoda (1256–1269) ∞ 1. 1248/51 Agneza Andeško-meranska († 1263) ∞ 2. Agneza iz Badna                                                   | Ulrik III. (*1220, † 1269) -koroški vojvoda (1256–1269) ∞ 1. 1248/51 Agneza Andeško-meranska († 1263) ∞ 2. Agneza iz Badna                                                   |  |  | Filip († 1279) -nadškof v Solnogradu (1247–1257) -Oglejski patriarh (1269–1271) -nominalni koroški vojvoda (1275–1279) Konec koroških Spanheimov | Filip († 1279) -nadškof v Solnogradu (1247–1257) -Oglejski patriarh (1269–1271) -nominalni koroški vojvoda (1275–1279) Konec koroških Spanheimov | Filip († 1279) -nadškof v Solnogradu (1247–1257) -Oglejski patriarh (1269–1271) -nominalni koroški vojvoda (1275–1279) Konec koroških Spanheimov | Filip († 1279) -nadškof v Solnogradu (1247–1257) -Oglejski patriarh (1269–1271) -nominalni koroški vojvoda (1275–1279) Konec koroških Spanheimov | Filip († 1279) -nadškof v Solnogradu (1247–1257) -Oglejski patriarh (1269–1271) -nominalni koroški vojvoda (1275–1279) Konec koroških Spanheimov | Filip († 1279) -nadškof v Solnogradu (1247–1257) -Oglejski patriarh (1269–1271) -nominalni koroški vojvoda (1275–1279) Konec koroških Spanheimov |  |  | Bernard († 1249) -grof v Lebenavu                       | Bernard († 1249) -grof v Lebenavu                       | Bernard († 1249) -grof v Lebenavu                       | Bernard († 1249) -grof v Lebenavu                       | Bernard († 1249) -grof v Lebenavu                       | Bernard († 1249) -grof v Lebenavu                       |  |  | Margareta († 1249)                                           | Margareta († 1249)                                           | Margareta († 1249)                                           | Margareta († 1249)                                           | Margareta († 1249)                                           | Margareta († 1249)                                           |  |  | | | | | | |  |  |  |  |  |  |  |  |  |  |  |  |  |  |  |  |  |  |  |  |  |  |  |  |  |  |  |  |  |  |  |  |  |  |  |  |
|  |  |                                                                                         |                                                                                         |                                                                                         |                                                                                         |                                                                                         |                                                                                         |  |  | Ulrik III. (*1220, † 1269) -koroški vojvoda (1256–1269) ∞ 1. 1248/51 Agneza Andeško-meranska († 1263) ∞ 2. Agneza iz Badna                                                   | Ulrik III. (*1220, † 1269) -koroški vojvoda (1256–1269) ∞ 1. 1248/51 Agneza Andeško-meranska († 1263) ∞ 2. Agneza iz Badna                                                   | Ulrik III. (*1220, † 1269) -koroški vojvoda (1256–1269) ∞ 1. 1248/51 Agneza Andeško-meranska († 1263) ∞ 2. Agneza iz Badna                                                   | Ulrik III. (*1220, † 1269) -koroški vojvoda (1256–1269) ∞ 1. 1248/51 Agneza Andeško-meranska († 1263) ∞ 2. Agneza iz Badna                                                   | Ulrik III. (*1220, † 1269) -koroški vojvoda (1256–1269) ∞ 1. 1248/51 Agneza Andeško-meranska († 1263) ∞ 2. Agneza iz Badna                                                   | Ulrik III. (*1220, † 1269) -koroški vojvoda (1256–1269) ∞ 1. 1248/51 Agneza Andeško-meranska († 1263) ∞ 2. Agneza iz Badna                                                   |  |  | Filip († 1279) -nadškof v Solnogradu (1247–1257) -Oglejski patriarh (1269–1271) -nominalni koroški vojvoda (1275–1279) Konec koroških Spanheimov | Filip († 1279) -nadškof v Solnogradu (1247–1257) -Oglejski patriarh (1269–1271) -nominalni koroški vojvoda (1275–1279) Konec koroških Spanheimov | Filip († 1279) -nadškof v Solnogradu (1247–1257) -Oglejski patriarh (1269–1271) -nominalni koroški vojvoda (1275–1279) Konec koroških Spanheimov | Filip († 1279) -nadškof v Solnogradu (1247–1257) -Oglejski patriarh (1269–1271) -nominalni koroški vojvoda (1275–1279) Konec koroških Spanheimov | Filip († 1279) -nadškof v Solnogradu (1247–1257) -Oglejski patriarh (1269–1271) -nominalni koroški vojvoda (1275–1279) Konec koroških Spanheimov | Filip († 1279) -nadškof v Solnogradu (1247–1257) -Oglejski patriarh (1269–1271) -nominalni koroški vojvoda (1275–1279) Konec koroških Spanheimov |  |  | Bernard († 1249) -grof v Lebenavu                       | Bernard († 1249) -grof v Lebenavu                       | Bernard († 1249) -grof v Lebenavu                       | Bernard († 1249) -grof v Lebenavu                       | Bernard († 1249) -grof v Lebenavu                       | Bernard († 1249) -grof v Lebenavu                       |  |  | Margareta († 1249)                                           | Margareta († 1249)                                           | Margareta († 1249)                                           | Margareta († 1249)                                           | Margareta († 1249)                                           | Margareta († 1249)                                           |  |  | | | | | | |  |  |  |  |  |  |  |  |  |  |  |  |  |  |  |  |  |  |  |  |  |  |  |  |  |  |  |  |  |  |  |  |  |  |  |  |
|  |  |                                                                                         |                                                                                         |                                                                                         |                                                                                         |                                                                                         |                                                                                         |  |  | | | | | | |  |  | | | | | | |  |  |                                                         |                                                         |                                                         |                                                         |                                                         |                                                         |  |  |                                                              |                                                              |                                                              |                                                              |                                                              |                                                              |  |  | | | | | | |  |  |  |  |  |  |  |  |  |  |  |  |  |  |  |  |  |  |  |  |  |  |  |  |  |  |  |  |  |  |  |  |  |  |  |  |
|  |  |                                                                                         |                                                                                         |                                                                                         |                                                                                         |                                                                                         |                                                                                         |  |  | Henrik († 1257/63) | Henrik († 1257/63) | Henrik († 1257/63) | Henrik († 1257/63) | Henrik († 1257/63) | Henrik († 1257/63) |  |  | Agneza († kmalu po rojstvu) | Agneza († kmalu po rojstvu) | Agneza († kmalu po rojstvu) | Agneza († kmalu po rojstvu) | Agneza († kmalu po rojstvu) | Agneza († kmalu po rojstvu) |  |  |                                                         |                                                         |                                                         |                                                         |                                                         |                                                         |  |  |                                                              |                                                              |                                                              |                                                              |                                                              |                                                              |  |  | | | | | | |  |  |  |  |  |  |  |  |  |  |  |  |  |  |  |  |  |  |  |  |  |  |  |  |  |  |  |  |  |  |  |  |  |  |  |  |

### Gradovi Spanheimov na Kranjskem
- Grad Ostri vrh pri Sostrem (1122 - 1279),
- Grad Črnomelj (1122 - 1279)
- Grad Goričane (1122 - 1279),
- Grad Gutenberg pri Tržiču (1122 - 1279),
- Ljubljanski grad (1122 - 1279)
- Grad Jeterbenk pri Medvodah (1122 - 1279),
- Grad Kolovec pri Domžalah (1122 - 1279),
- Grad Koprivnik pri Domžalah (1122 - 1279),
- Grad Kolovrat Zagorje ob Savi (1122 - 1279),
- Grad Kravjek pri Ivančni Gorici (1122 - 1279)
- Grad Lebek pri Litiji (1122 - 1279)
- Grad Limberk pri Moravčah (1122 - 1279),
- Grad Motnik pri Kamniku (1122 - 1279),
- Grad Gorenji Mokronog (1122 - 1279)
- Grad Ig (1122 - 1261),
- Grad Višnja Gora (1248 - 1250)
- Grad Svibno (1122 - 1279)
- Grad Žebnik pri Radečah (1122 - 1279)

### Gradovi Spanheimov na Štajerskem
Rodbina je med drugimi posedovala gospostva in gradove: 
- Grad Maribor in trg (~1091 - 1147),
- Grad Slovenj Gradec (~1091 - 1130),
- Grad Laško (~1091 - 1147),
- Grad Dobrenja (~1091 - 1123),
- Grad Hompoš (~1091 - 1123),
- Grad Limbuš (~1091 - 1123),
- Pesniški dvor (~1091 - 1147),
- Dvor Razvanje (~1091 - 1123),
- Dvor Ruše (~1091 - 1123),
- Dvor v Kamnici pri Mariboru (~1091 - 1123),
- Gradič Rogoza (~1091 - 1147) in

vasi v t. i. Dravski ali Ptujski marki mdr: Selnica, Hajdina pri Ptuju, Radlje ob Dravi, 
Duplek ter vasi med Kungoto in Negovo do Radgone.